# Xã Curtin, Quận Centre, Pennsylvania
Xã Curtin (tiếng Anh: Curtin Township) là một xã thuộc quận Centre, tiểu bang Pennsylvania, Hoa Kỳ. Năm 2010, dân số của xã này là 618 người.